# I'M YOUR DEVIL
「I'M YOUR DEVIL」（アイム・ユア・デヴィル）は2010年7月28日に配信されたTommy heavenly6の配信限定シングルである。

## 概要
- 配信限定シングルとしては2008年にリリースした「Unlimited Sky」以来、約1年8か月ぶりとなる。
- 学校法人・専門学校 モード学園（東京・大阪・名古屋）のCMソングとしてオンエアされ、7月28日に着うた、同年9月22日に着うたフルがそれぞれ配信開始された。
- 上記のCMのナレーションは川瀬本人が行っていた。
- 2011年にはハロウィンを題材に新たにリミックスされた「I'M YOUR DEVIL-HALLOWEEN REMIX-」として、シングル「monochrome rainbow」のカップリングに収録された。
- 配信開始されて以降長らく当バージョンはCDに未収録のままであったが、2012年に発売されたTommy february6とTommy heavenly6の初の同時クレジットアルバム「FEBRUARY & HEAVENLY」に「I'M YOUR DEVIL-SHORT-」として収録される運びとなった。
- ただし収録されたものは、初期に配信されていたものを少し変えて収録してある。

## 収録曲
1. I'M YOUR DEVIL
（作詞：Tommy heavenly6、作曲・編曲：Mark and John）
学校法人・専門学校 モード学園（東京・大阪・名古屋）TVCMソング

| スタブアイコン | サブスタブ | この項目は、まだ閲覧者の調べものの参照としては役立たない、シングルに関連した書きかけの項目です。この項目を加筆・訂正などしてくださる協力者を求めています（P:音楽/PJ:楽曲）。 |